# Onur Güntürkün
Onur Güntürkün (* 18. Juli 1958 in Izmir, Türkei) ist ein deutscher Psychologe und Hirnforscher. Er ist Professor für Biopsychologie an der Ruhr-Universität Bochum.

## Leben und Leistungen
Im Alter von vier Jahren erkrankte er an Kinderlähmung. Zur Therapie wurde er nach Deutschland zu seinem Onkel geschickt. Nachdem die Bild-Zeitung eine Kampagne gegen die Klinik machte, die sich weigerte, die Therapie ohne eine Krankenversicherung seiner türkischen Eltern zu beginnen, wurde Güntürkün behandelt. Die Therapie war nur teilweise erfolgreich: Er sitzt seitdem im Rollstuhl, kann aber Arme und Hände benutzen.
Güntürkün studierte von 1975 bis 1980 an der Ruhr-Universität Bochum Psychologie, schloss das Studium mit dem Diplom ab und promovierte 1984. Im Anschluss an die Promotion war er als Postgraduierter an der Université Pierre et Marie Curie in Paris und an der University of California, San Diego beschäftigt. 1988 wurde er an der Universität Konstanz wissenschaftlicher Assistent und blieb dies bis 1993. Er habilitierte 1992. 1993 erreichte ihn, als einen der jüngsten Professoren in Deutschland, der Ruf an die Fakultät für Psychologie der Ruhr-Universität Bochum. 2006 wurde Onur Güntürkün Mitglied der Deutschen Akademie der Naturforscher Leopoldina.
Am 27. November 2013 war Güntürkün einer der Vertreter Izmirs bei deren Nominierungspräsentation für die Expo 2020 in Paris.

## Auszeichnungen
- 1993: Gerhard-Hess-Preis der DFG
- 1995: Alfried-Krupp-Förderpreis für junge Hochschullehrer[5]
- 2000: Ehrendoktorwürde der Universität Istanbul
- 2006: Wilhelm-Wundt-Medaille
- 2007: Großer Spezialpreis des TÜBITAK
- 2008: Ehrendoktorwürde der Dokuz Eylül Üniversitesi
- 2009: Große Verdienstauszeichnung des Türkischen Parlaments[6]
- 2011: Verdienstorden des Landes Nordrhein-Westfalen[7]
- 2013: Gottfried-Wilhelm-Leibniz-Preis[8]
- 2014: Communicator-Preis der DFG
- 2015: Mitglied der Nordrhein-Westfälischen Akademie der Wissenschaften und der Künste
- 2016: Im Sommersemester 2016 Inhaber der 17. Johannes Gutenberg-Stiftungsprofessur an der Johannes Gutenberg-Universität Mainz[9]
- 2021: Aufnahme in die Berlin-Brandenburgische Akademie der Wissenschaften[10]

## Veröffentlichungen
- Biologische Psychologie. Hogrefe Verlag, Göttingen 2012, ISBN 978-3-8017-2123-7.

## Belege
1. ↑  Bayerischer Rundfunk: Ein Koffer voll Hoffnung: Türkische Gastarbeiter in Deutschland. 26. November 2021, abgerufen am 1. Dezember 2021.
2. ↑  Urs Willmann: Wie das Denken entsteht. Ein Forscher mit zwei Pässen: An Weihnachten erhält der Bochumer Biopsychologe Onur Güntürkünden den Sonderpreis der türkischen Forschungsgesellschaft; In: Die Zeit Nr. 52 vom 19. Dezember 2007, S. 46. (abgerufen am 10. Oktober 2009).
3. ↑  Susanne Milde, Julia Weiler: Onur Güntürkün erhält Leibniz-Preis In: report psychologie. 38, Nr. 5, 2013, S. 217.
4. ↑  Bu muhteşem şehrin evladı olmaktan gurur duyuyorum. In: Hürriyet. 27. November 2013, abgerufen am 10. Oktober 2019 (türkisch).
5. ↑  Der Alfried-Krupp-Förderpreis für junge Hochschullehrer >>Preisträger 1995: Onur Güntürkün (Memento vom 27. August 2007 im Internet Archive), auf der Website der Alfried Krupp von Bohlen und Halbach-Stiftung (abgerufen am 12. Februar 2009).
6. ↑  Dekan-Info: Güntürkün vom türkischen Parlament ausgezeichnet, abgerufen am 9. August 2009
7. ↑  siehe Meldung in IDW-Online über die Ordensverleihung
8. ↑  DFG: Prof. Dr. Onur Güntürkün – Gottfried Wilhelm Leibniz-Preisträger 2013 (Memento des Originals vom 14. Mai 2013 im Internet Archive)  Info: Der Archivlink wurde automatisch eingesetzt und noch nicht geprüft. Bitte prüfe Original- und Archivlink gemäß Anleitung und entferne dann diesen Hinweis.
9. ↑  „Onur Güntürkün ist Inhaber der Johannes Gutenberg-Stiftungsprofessur 2016“ Pressemitteilung der Universität vom 1. Dezember 2015
10. ↑  Ann-Christin Bolay: 14 neue Mitglieder in die Berlin-Brandenburgische Akademie der Wissenschaften aufgenommen. idw - Informationsdienst Wissenschaft, 17. Juni 2021, abgerufen am 10. Juli 2021.

| Personendaten    | Personendaten                                            |
| ---------------- | -------------------------------------------------------- |
| NAME             | Güntürkün, Onur                                          |
| KURZBESCHREIBUNG | deutsch-türkischer Psychologe, Professor für Psychologie |
| GEBURTSDATUM     | 18. Juli 1958                                            |
| GEBURTSORT       | Izmir                                                    |